# TAMtam
Pour les articles homonymes, voir Tam-Tam.
TAMtam était un réseau de transport en commun gratuit pour tous de l'agglomération du Muretain, incluant des lignes régulières et du transport à la demande. Le réseau a fermé le 8 janvier 2018 pour être remplacé par le réseau Tisséo.

## Histoire
Le service de transport à la demande Navitest est renommé TAMtam en 2010. Entre 2010 et 2016, des lignes régulières sont progressivement ajoutées au transport à la demande.
Le 8 janvier 2018, le réseau TamTam est supprimé au profit du réseau Tisséo de Toulouse, qui reprend les lignes murétaines et leur gratuité.

## Le réseau
Il était composé de :
- Huit lignes à la demande sur toute l'Agglo, les « TransCAM » ;
- Cinq lignes régulières desservant l'ensemble de la commune de Muret en 2015, avec des cadences toutes les 15 minutes le matin et le soir vers ou à partir de la gare de Muret[3] ;
- Quatre lignes régulières desservant l'ensemble de la commune de Portet-sur-Garonne en 2015, avec près de 40 points d'arrêts[4], et relié en Gare de Portet-Saint-Simon à un pôle d'échanges multimodal[5].